# Lethedon thornei
Lethedon thornei är en tibastväxtart som först beskrevs av André Guillaumin, och fick sitt nu gällande namn av Aymonin. Lethedon thornei ingår i släktet Lethedon och familjen tibastväxter. Inga underarter finns listade i Catalogue of Life.